# Хоризонтални реп
Хоризонтални реп, познат и као хоризонтални стабилизатор, мала је аеродинамичка узгонска површина, а налази се на завршном делу трупа, иза главне узгонске површине, то јест крила летелице. Нису сви авиона са фиксним крилом са хоризонталним репом, има их и са канардом. Постоје и авиони без иједног и другог, то је концепција „летеће крило“. Намена хоризонтолног репа је обезбеђење стабилности и управљивости летелице. Стабилношћу допрноси преко прираста корективног прираста узгона, који је изазван одступањем летелице од равнотежног режима лета. Та корекција прираста узгона враћа летелицу према претходном стању (положају). При жељи измене положаја летелице (маневру), отклоном целог или дела хоризонталног репа (крмила), генерише се прираст узгона на њему, који врши принуду за заузимање новог жељеног положаја.

## Типови хоризонталног репа
Хоризонтални реп се састоји од фиксног стабилизатора и покретног крмила. 
- Број могућност је стим аеродинамичким површинама - од 0 до 3 (без репа, канард, на репу трупа),
- По висини могу бити постављене површине - највише, средње и ниско на трупу.
- Фиксна површина, стабилизатор и покретно крмило, или јединствен, комбинован у целообртни[2] (J-22 орао).

Неке локације уградње су добиле и посебне називе:
- Унакрсни, средње постављен вертикални реп (Си хок, Каравела SE-210)
- Т-реп, високо постављен вертикални реп (Глостер јевелин, Боинг 727)[1]

| " "               | " "  | " "   | " "                         |
| Постављен на труп | Крст | T-реп | Целообртни хоризонтални реп |

Избор типа хоризонталног репа зависи од концепције, намене и критеријума оптимизације пројекта комплетне летелице. Захтева се ефикасан хоризонтални реп, мале масе, малог отпора, погодан за испуњење услова крутости и чврстоће и једноставан за производњу. На избор по висини, доминантно утичу међуутицаји трупа и крила испре. За крозвучне и надзвучне брзине је обавезан целообртни, због великог померања центра потиска (па и велике промене шарнирног момента) у функцији промене Маховог броја.

## Коришћене ознаке
| {\displaystyle \ m}                      |     | маса                                                      |
| {\displaystyle \ g}                      |     | убрзање земљине теже (гравитација)                        |
| {\displaystyle \,M}                      | [–] | Махов број                                                |
| {\displaystyle \,R_{z}}                  | [N] | Узгон авиона на одређеном нападном углу                   |
| {\displaystyle \,{R_{z}}_{r}}            | [N] | Равнотежни узгон авиона                                   |
| {\displaystyle \,{\Delta }{{R_{z}}_{H}}} | [N] | Прираст генерисаног узгона хоризонталног репа             |
| {\displaystyle \,X_{a}}                  | [m] | Растојање узгона {\displaystyle \,R_{z}} и тежишта авиона |
| {\displaystyle \,L_{H}}                  | [m] | Растојање узгона на хоризонталном репу и тежишта авиона   |

## Ранотежа у уздужном кретању
{\displaystyle \,mg=\,{R_{z}}_{r}=\,R_{z}-\,{\Delta }{{R_{z}}_{H}};\qquad \,{\Delta }{{R_{z}}_{H}}\cdot \,L_{H}=\,R_{z}\cdot \,X_{a}}

## Стабилност
Крило са конвенционалним аеропрофилом даје негативан допринос уздужној стабилности. То значи да сваки поремећај (као што је нека интервенција пилота, или узбуркана атмосфера), подиже или спушта носни део авиона додатно генерише пораст узгона који врши принуди за продубљавање тога подизања или спуштање „носа“. Са тим поремећајима, присуство хоризонталног репа и прираст узгона на њему, који делује на значајном краку од тежишта авиона, ствара супротни момент супростављања томе поремећају. Тај момент делује тако што спушта „нос“, ако га поемећај подиже и обрнуто, подиже га ако га поремећај спушта. На тај начин хоризонтални реп летелице поседује стабилизирајући допринос у њеном целом склопу. Овакво разматрање је у домену теорије уздужне статичке стабичлности летелице.

### Пригушење
Уздужна статичка стабилност летели јесте неопходан али није довољан услов за испуњење захтева стабилности и управљивости за класични авион. Међути, у овом процесу поремећаја и уравнотежавања летелице у окружењу флуида иста осцилује (све док се евентуално не смири), при томе услед њеног лучног кретања и хоризонтални реп добија лучну компоненту, при томе исти изазива пригушење. Ово је изазвано релативном компонентом струјања ваздуха на хоризонтални реп, док авион ротира око своје попречне осе, која пролази кроз тежиште, у правцу разнмаха крила. На пример, када авион осцилује, али је тренутно усклађен са жељом пилота што се тиче општег режима лета, хоризонтални реп и даље је изложен релативној компоненти ваздушног струјања, у смислу супростављања тим осцилацијама. Учешће хоризонталног репа у доприносу пригушења изражава се као иве у аеродинамици помоћу бездимензионих коефицијената, а у овом слују, тако званих дериватива стабилности.

### Узгон
У зависности од пројекта ваздухоплова и режима летења, његов хоризонтални реп може да створи позитиван (дејство нагоре) или негативан узгон (дејство надоле). Претпоставља се да је то увек дејство надоле и да је то део нето узгона на стабилном авиону, али то није истина.
На неким пионирским пројектима, као што су Блери XI, тежиште је између центра потиска крила и хоризонталног репа, који такође генерише позитивни узгон. Међутим, ова конфигурација је нестабилна и такви пројекти су имали озбиљне проблеме у управљању. Захтеви за стабилност, нису се потпуно схватили све до непосредно пре Првог светског рата, када се померањем тежишта унапред померањем тегова све до постизања да на хоризонталном репу настане нулта равнотежна сила, што је довело до стабилнијег понашања летелице. Каснији типови авиона који су имали позитивни равнотежни узгон хоризонталног репа, укључујући Чарлса Линдберга авион и Сопвит камел. Ови авиони су имали репутацију да су тешки за летење. Али са пажљивим отклањањем хоризонталног репа може се стабилизирати. Пример је немачки авион на ракетни погон Бахем Ba 349, који се уравнотежавао са отклоном репа и успевао се стабилисати и управљати у лету.
Касније се код модерних конвенционалних авиона, стандардизовано да се тежиште поставља испред аеродинамичког центра авиона. У томе случају, при прирасту узгона услед поремећаја авиона, крило се ротира, односно цео авион, око тежишта у смеру смањења нападног угла и генерисање пада узгона услед прираста супростављајућег момента хоризонталног репа {\displaystyle \Delta {{R_{z}}_{H}}\cdot \,L_{H}}. Тај процес враћа односно стабилизује авион око номиналног стања (види шему десно изнад.). Недостатак је пораст отпора, у овом процесу уравнотежења. Заправо, генерисани прираст узгона на хоризонталном репу се удузима од узгона авиона, те исти мора прећи на већи нападни угао да би задржао исти равнотежни, за уравнотежење тежине. То изазива већи индуковани отпор и на крилу и на хоризонталном репу, па и укупни целог авиона.

### Вештачка стабилност
Код савремених авиона, примењују се електричне команде лета, у оквиру којих су дигитални моћни рачунари, с којима се моделирају карактеристике стабилности и управљивости према задатом у дефинисаном софтверу. Ти авиони се намерно пројектују статички нестабилни или на неким режимима лета благо стабилни, с чиме се не појављује паразитни отпор при њиховом уравнотежењу.
Један је од првих примера је појава америчког авиона F-16. Каснији сви авиони 4. и 5. генерације, са хоризонталним репом, примери су за тај прилаз.

### Ударни таласи
У крозвучној области брзина, аеродинамички центар авиона се помера уназад, па резерва статичке уздужне стабилности расте. Ово изазива тежњу авиона да се нагиње „носом“ надоле. Појављују се локални ударни таласи, режим лета је у компресибилном флуиду. За уравнотежење авиона у томе случају потребна је већа сила на хоризонталном репу надоле. За то није довољно ефикасна хоризонтална крма, поготово што је и она изложена лошем опструјавању одцепљене струје ваздуха, па се за авионе с тим брзинама прелази на пројекат са целообтним хоризонталним репом. У почетку су авиони са класичним хоризонталним репом, који су постизали те крозвучне брзине у обрушавању, имали на брзиномеру ограничавајућу „црвену црту“, за упозорење пилота да не сме прекорачити лимитирану брзину. Типичан пример је амерички авион F-84, који је дуго био и у оперативној употреби у РВ и ПВО. Било је више катастрофа због прекорачења лимитиране брзине лета.

## Управљање
На хоризонталном репу постоји начин (средство), којим је омогућено пилоту да управља с његовим узгоном, у функцији управљања авионом. Резултат измене узгона хоризонталног репа је подизање или спуштање „носа“ авиона, с чим се мења режим лета авиона. Промена узгона конвенционалног хоризонталног репа се генерише отклоном његовог обртног дела у пределу излазне ивице, а тај де његове површине се назива хоризонтална крма. У крозвучном и надзвучном лету, то је решење проблематично, те се искључиво користи целообртни хоризонтални реп.